# Entgen Luijten

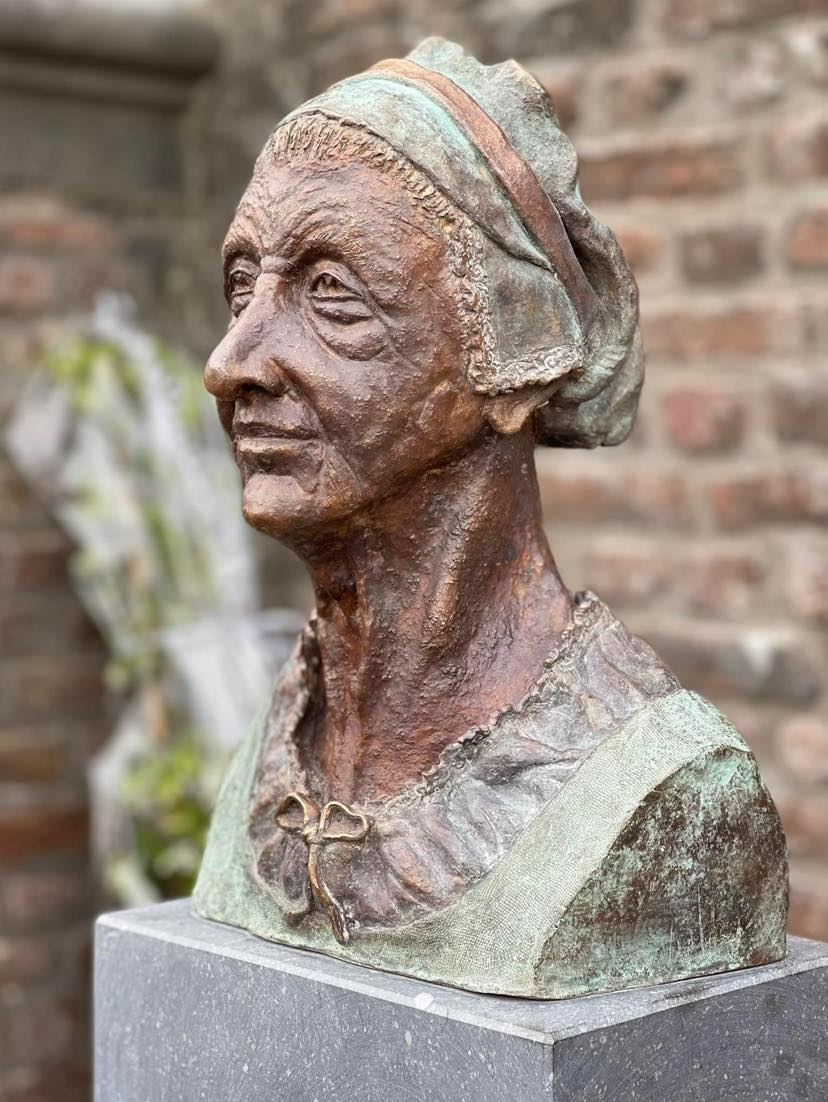
Portretbeeld Entgen Luijten (1600 - 1674)

Entgen Luijten (of Luyten) (Lutterade, ca. 1600 – Limbricht, 9 oktober 1674) was de laatste vrouw die op het grondgebied van het huidige Nederland als heks is vervolgd en gedood.

## Geschiedenis

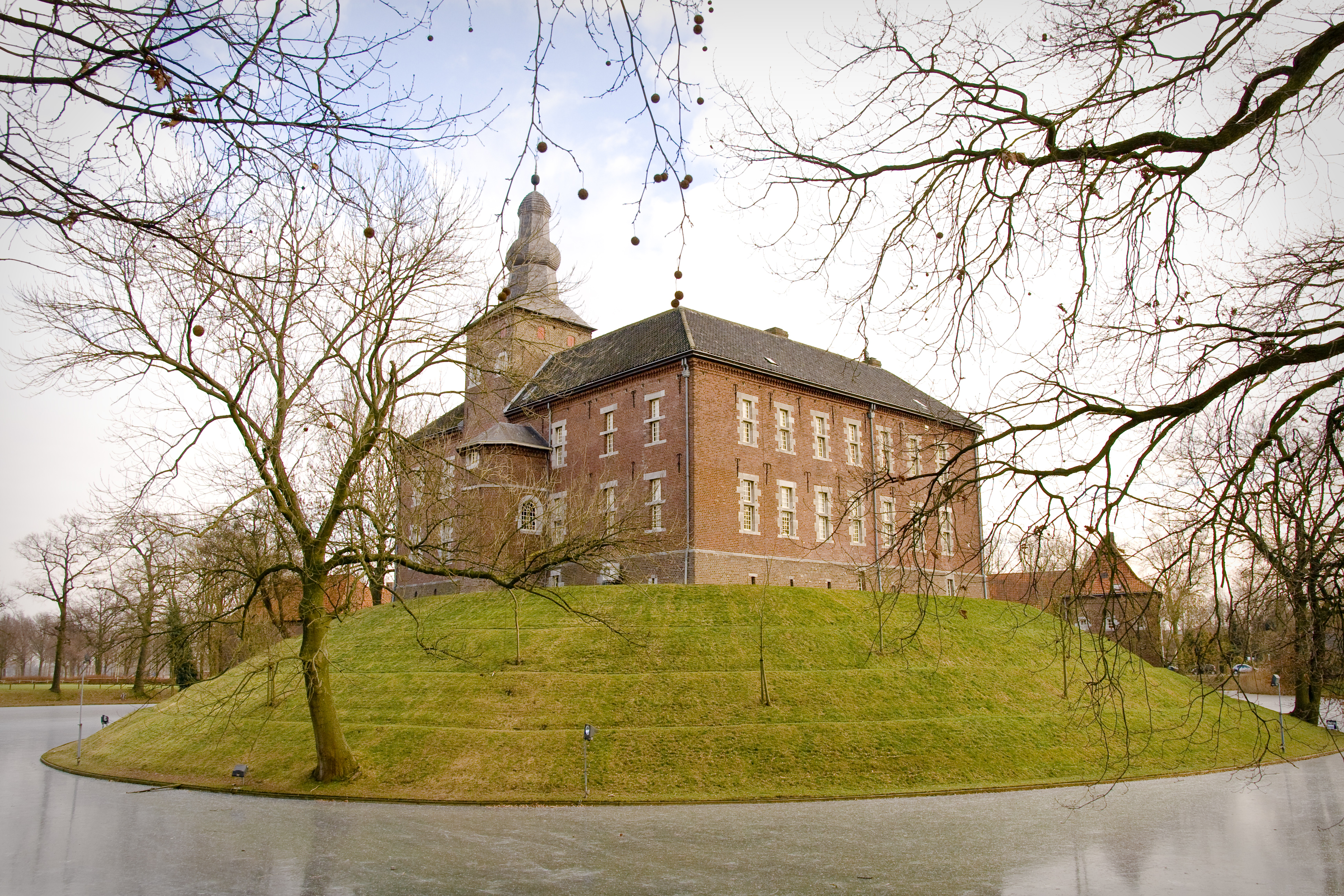
Kasteel Limbricht

Ten tijde van Herman Winand van Breyll werd in de zomermaanden van 1674 te Limbricht een heksenproces gevoerd. De verdachte was Entgen Luijten, weduwe van Jacobus Boven die Erdt. Zij was geboren in Lutterade, woonde geruime tijd in Valkenburg en vervolgens 44 jaar onafgebroken in Limbricht. Zij werd in juli 1674 op last van de schout en schepenen van Limbricht aangehouden op beschuldiging van "hexerei oder quaede Zauberei". Zij werd gevangen gehouden in de kerker van kasteel Limbricht.

## Beschuldiging

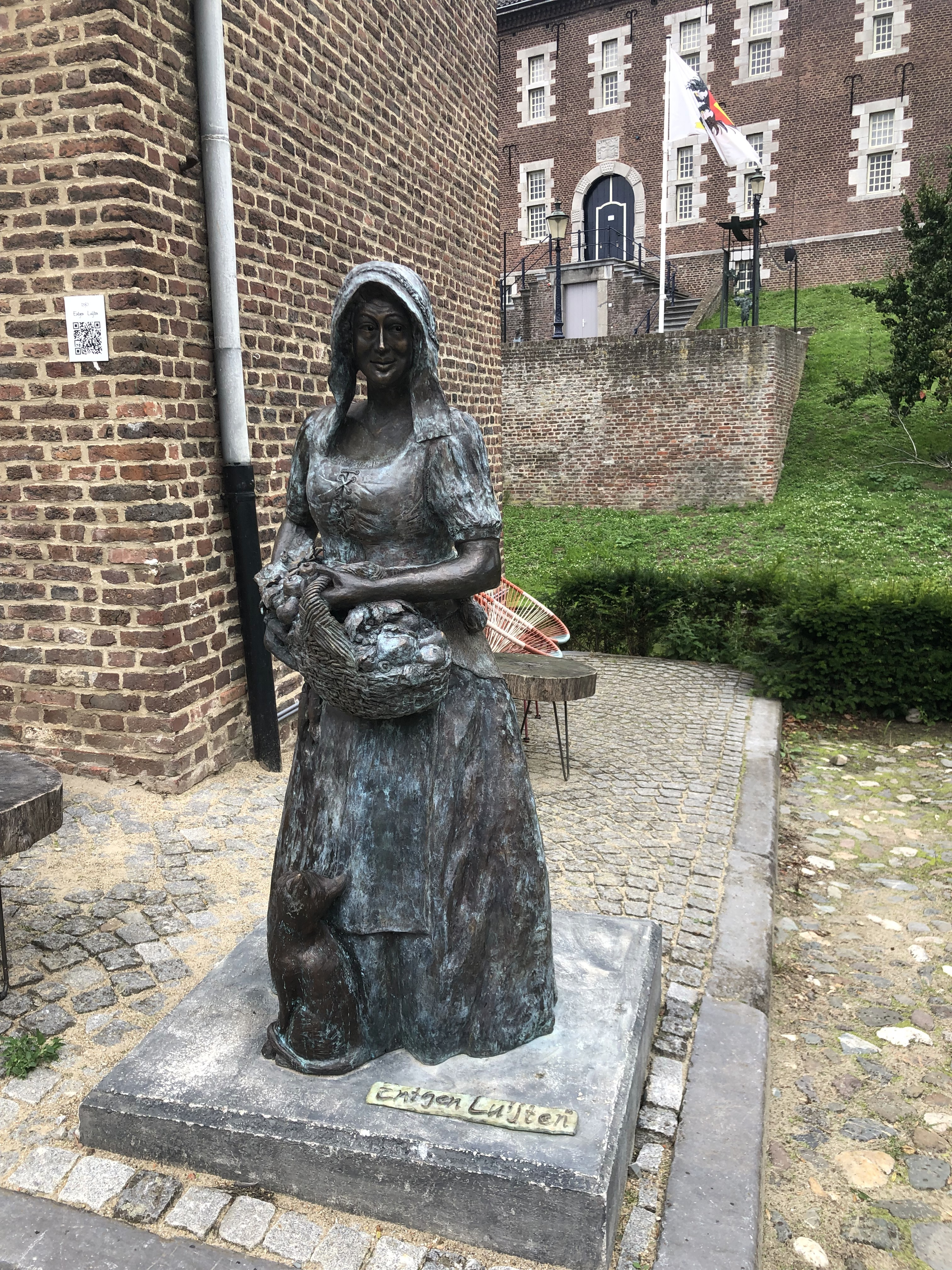
Bronzen beeld op Kasteel Limbricht

Op 21 juli werd Entgen Luijten voor het eerst verhoord door de fiscaal (rechterlijk ambtenaar) van het gerecht te Limbricht, Herman Tacken. Entgen Luijten ontkende zich aan hekserij of toverij schuldig te hebben gemaakt. Gedurende de rest van de maand werden verschillende getuigen gehoord en op 4 augustus werd de Klaglibell (beschuldiging) op schrift gesteld. Deze bevatte het verzoek aan de rechtbank om op 31, vaak nogal merkwaardige, punten te horen. Zo zou ene Gorten van Neusz, "bierhouder op Lichtenberg", 26 jaar eerder zijn overleden, nadat hij had gedronken uit dezelfde pot bier als waaruit Entgen Luijten een slok had genomen. Van Neusz beweerde tot het laatst toe dat hij door Entgen was betoverd. Hetzelfde zou zijn gebeurd met het meisje Aleth dat in 1658 (geheel gezond) naast de verdachten in het veld had gezeten maar onwel was opgestaan en "betoverd, lam en kreupel naar bed gedragen moest worden". De betovering werd pas verbroken nadat Aleth bij Entgen "umb Gottes wille" om brood en zout had gebedeld en gekregen.

Daarna zouden drie koeien van Zietzen Bruggen, de vader van Aleth, door Entgen Luijten betoverd zijn en vervolgens overleden. Zietzen Bruggen maakte Entgen toen openlijk voor heks uit maar werd door haar aangeklaagd op 10 september 1668. Er werd bovendien 500 goudgulden schadevergoeding vereist. Na ongeveer een jaar staakte Entgen Luijten de vervolging, iets wat werd uitgelegd als een bekentenis.

Op grond van deze en andere soortgelijke punten met betrekking tot onder andere op raadselachtige wijze gestorven paarden, verzocht aanklager Herman Tacken, de verdachte op de pijnbank tot bekentenis te dwingen.

## Heksenproces
Op 4 augustus 1674 werd Entgen Luijten door schout en schepenen van Limbricht verhoord. Zij ontkende alle haar ten laste gelegde punten. Schout en schepenen gaven opdracht tot nader verhoor. De zaak bleef maanden voortslepen en Entgen Luijten raakte door haar verblijf in de kerker van kasteel Limbricht zowel geestelijk als lichamelijk volkomen ontredderd. Op 3 oktober werd zij, volgens een besluit van de rechtbank, door een onpartijdige rechtsgeleerde, Nicolaus Helgers, opnieuw ondervraagd. Zes dagen later werd zij echter dood in haar cel aangetroffen. De lijkschouwer stelde vast dat de vrouw "gestranguleert ofte verworght" was. De rechtbank hield het op zelfmoord, hoewel uit het rapport van de lijkschouwer eerder het tegendeel viel op te maken. In een door Nicolaus Helgers uitgebracht advies werd echter beredeneerd dat een zelfmoord als een schuldbekentenis kon worden uitgelegd. Deze redenering was de Limbrichtse rechtbank niet onwelgevallig.
Helgers adviseerde ten aanzien van het vonnis dat het lijk door de beul met paarden naar de galg gesleept moest worden om daar te worden begraven. De galg stond in Einighausen, langs de tegenwoordige Bergerweg. De plaatsnaam Aan de Galling herinnert daar nog aan. De vraag of sprake is geweest van een zelfmoord dan wel van een gerechtelijke moord, blijft onbeantwoord.

## Trivia
Over Entgen Luijten schreef Susan Smit de roman De heks van Limbricht (2021). Filmproducent Pieter Kuijpers uit Tegelen kocht de filmrechten van dit boek.
In 2022 werden op Kasteel Limbricht twee beelden van Luijten geplaatst. Op 3 juni werd op de motte van het kasteel een portretbeeld onthuld. Het is gemaakt door Ankie Vrolings-Bleilebens uit Echt en is een geschenk van de (familie van) de nazaten van Entgen Luijten aan Kasteel Limbricht. Op 9 oktober 2022 werd naast het melkhuis een bronzen beeld onthuld dat door de Limbrichtse kunstenares Marij Heijligers is gemaakt.
In juli 2022 werd op kasteel Limbricht een toneelstuk opgevoerd over Entgen Luijten.